# Cabeza de mujer (Fernande)
Cabeza de mujer (Fernande) es una escultura en bronce, realizada por Pablo Picasso en 1906 en París y que actualmente forma parte de la colección permanente del Museo Picasso de Barcelona. Se muestra en la sala 8 del museo. Está firmada: «Picasso» en la parte posterior, fue adquirida en el año 2000.
Este bronce de bella definición, representa una simplificación del rostro de Fernande Olivier, compañera de Picasso desde 1904 hasta 1912. La escultura presenta lo que Werner Spies denomina un «modelaje asimétrico», que consiste en modelar una parte
de la cara con detalles precisos, mientras que la otra parte y las zonas periféricas quedan más desdibujadas. 
Spies, en su obra La escultura de Picasso, también da a conocer algunos recursos empleados por Picasso, como la utilización de gasa o tul en el yeso aún húmedo, para conseguir la textura porosa de la parte derecha.
Esta pieza es un ejemplar de la edición realizada por el marchante Ambroise Vollard y pesa 7,9 kg. Otro ejemplar de esta corta edición se conserva en el Musée d’Art moderne de la Ville de Paris.